# Livina
Livina (Hongaars: Lévna) is een Slowaakse gemeente in de regio Trenčín, en maakt deel uit van het district Partizánske.
Livina telt 109 inwoners.